# Максютово (Туймазинський район)
Максю́тово (рос. Максютово, башк. Мәҡсүт) — присілок у складі Туймазинського району Башкортостану, Росія. Входить до складу Ільчимбетовської сільської ради.
Населення — 45 осіб (2010; 50 у 2002).
Національний склад:
- башкири — 90 %